# Источњачке религије
Источњачке религије, или источне религије, религије су које су настала у источној, јужној и југоисточној Азији и према томе се разликују од аврамских (западних), афричких и иранских религија. У источњачке религије се убрајају:
- Источноазијске религије, као што су конфучијанство, таоизам, кинеска народна религија и шинтоизам;
- Индијске религије, као што су хиндуизам, будизам, џаинизам и сикизам;
- Југоисточноазијске религије као што су јаванизам и вијетнамска народна религија;
- Шаманизам и анимизам, као што је тенгризам и корејски шаманизам.

Религијска разлика између Истока и Запада (баш као и културна разлика Истока и Запада и уплитања која из тога произилазе) широка је и није одређена. Штавише, географске разлике имају мање значења у тренутном контексту глобалне транскултурације.
Док многи западни посматрачи покушавају да направе разлику између источњачких филозофија и религија, та разлика не постоји у неким источним традицијама.

## Индијске религије
Индијске религије су религијске секте које потичу са Индијског потконтинента, а обухватају хиндуизам, будизам, џаинизам, сикизам итд. Теологије и филозофије ових религија имају неколико заједничких концепата, као што су дарма, карма, маја и самсара.

### Хиндуизам
Хиндуизам је настао на Индијском потконтиненту и био је везан са многим другим религијским традицијама изван потконтинента, као што су древна средња Азије и древни Иран. Поједини га сматрају најстаријом постојећом великом религијом на свијету. Неки сматрају да хиндуизам потиче из цивилизације долине Инда, заједно са анимизмом прехарпанских досељеника, као и индоаријевских досељеника. Хиндуизам садржи огромну количину светих списа (шрути и смрти), излажући дарму или религијски живот. Хиндуси сматрају да су Веде и Упанишаде међу најважнијим по ауторитету, важности и древности. Бхагавадгита, расправа преузета из Махабарате, понекад се сматра резимеом духовних учења Веда. Тешко је препознати било које универзално вјеровање или обичај у хиндуизму, иако истакнуте теме укључују: дарму, самсару, карму и мокшу. Хиндуизам се понекад сматра политеистичком религијом, али то схватање је превише поједностављено. Хиндуизам укључује разнолико збирку школа чија вјеровања обухватају монотеизам, политеизам, пантеизам, монизам, па чак и атеизам. На примјер, школа Адваита Веданта сматра да постоји само један узрочни ентитет (Браман), који се манифестује у свим различитим живим и неживим облицима које посматрамо, док традиције као што су ваишнавизам и шаивизам обожавају Вишнуа и Шиву у релативно више монотеистичком смислу (узрокованог разликовањем парабрамана и атмана). Бројни научници чак сматрају да школа Самкхја има наклоност ка атеизму.

### Будизам
Будизам је нетеистичка религија и филозофија. Будизам је основао Сидарта Гаутама Буда око 5. вијека п. н. е. у данашњем Непалу, са Четири племените истине и Племенитим осмоструким путем као средишњим начелима. Према светим списима, Четири племените истине је Буда открио у својој прво проповједи након постизања просвјетљења. Главне школе будизма су теравада, махајана и вађрајана. У академским круговима, махајана се даље дијели на источноазијски и тибетански будизам. Будизам учи да је живот духкха или патња, а примарни циљ будизма је ослобађање практиканта од самсаре или бесконачног циклуса смрти и поновног рађања. Будисти сматрају да је Буда или Просвјетљење рјешење за проблем патње.

### Џаинизам
Џаинизам је религија сљедбеника Џинаса или Тиртанкаре (бакљоноше и духовни учитељи дарме). Паршванатха и Махавира, 23. и 23. тиртханкаре, респективно, оживјели су џаинску религију и реорганизовали шраман сангха. Џаинии истичу праксу штедње. Џаинска филозофија каже да џива или душа, може побјећи из цуклуса поновног рађања и умирања ослобађајући се кармичких окова. Када не преостаје ништа осим чистоће џиве, та особа се назива џина или побједник, што је поријекло израза џаин. Карма се посматра као акумулација која оптерећује душу, изазивајући везаност и патњу. Ахимса, или ненасиље, средишње је за џаинску вјеру, филозофију и праксу. То се врло стриктно тумачи као забрана свих облика наношења штете другим живим бићима. Због тога, џаинизам захтјева строги вегетеријански начин живота. Ахимса се такође односи на говор, јер нечије ријечи могу изазвати штету и патњу.

### Сикизам
Сикизам је религија која је настала у регији Панџаб, на сјеверу Индијског потконтинента. Заснован је на учењима гуруа Нанка Дева и девет људских гуруа који су услиједили. Добио је визију да проповједа пут до просвјетљења и бога у Султанпуру. Његови ставови су добацили традиционална богослужења и касти хиндуистичке вјере. Ослобођење од реинкарнације везана је за сјећање и понављање на једног универзалног Бога. У сикизму, бог је Ниранкар, безобличан и безобличан. Сики вјерују да постоји један универзални бог који је крајњи творац, одржаватељ и разарач. Гуру Грант Сахиб су средишњи списи намијењени очувању химни и учења сики гуруа и других светитеља из хиндуистичке и суфијске традиције. Сматра се да су ритуали, религијске свечаности или празна богослужења слабо корисни, а Сики се обесхрабрују да посте или иду на ходочашће. Начела сикизма укључују: 1) поштен живот/зарађивање, 2) давање десетине и давање милостиње и 3) пјевање о богу. Сикизам такође има снажну ратничку традицију која је настала у одбрани религијских слобода и људских права од могулске окупације Индије.

## Источноазијске религије
Скупина источноазијски религија или филозофија, такође позната као таоске религије, може се сматрати да образује скупину унутар свјетских религија која се може упоредити са аврамским или индијским скупинама. Таоске вјере обухватају најмање 500 милиона сљедбеника широм свијета.

### Таоизам
Таоизам, такође познат и као даоизам, обухвата низ сродних религијских и филозофских традиција. Категоризација таоистичких секти и покрета је веома контроверзна. Таоистичка исправност и етика ставља нагласак на Три блага; љубав, умјереност и понизност. Таоистичка теологија се фокусира на доктрине ву веи (недјелање), спонтаности, хуманизма, релативизма и празнине.
Већина традиционалних кинески таоиста су политеисти. Стара је најмање 2500 година и потиче из Кине. За таоизам се сматра да је филозофија. Тао (или дао, 道) назив је силе или „пута” за који таоисти вјерују да чине све на свијету. Постоје неслагања око правилног састава овог пантеона. Популарни таоизам обично представља Цара од жада као главно божанство. Интелектуални („елитни”) таоизам обично представља Лао Цеа или Три Чиста на врху пантеона. Природа и духови предака су уобичајени у популарном таоизму. Ипак, ова врста шаманизма се избјегава због истицања унутрашње алхемије међу „елитним” таоистима. Сам тао је предмет обожавања, јер се третира више као јужноазијски концепт атмана.

### Шинтоизам
Шинтоизам је анимистичка народна религија у Јапану. Шинтоизам буквално значи „пут богова”. Многи јапански шинтоисти се такође идентификују као будисти. Јапански будизам чисте земље је дубоко испреплетен са шинтоистичком вјером. Шинтоисти обично афирмишу традицију, породицу, природу, чистоћу и ритуално посматрање као основне вриједности. Таоистички утицај је значајан у њиховим вјеровањима о природи и самосавладавању.
Ритуална чистоћа је средишњи дио шинтоистичког живота. Светилишта имају значајно мјесто у шинтоизму, одржавајући анимистичко поштовање камија. „Народни” или „популарни” шинтоизам ставља нагласак на шаманизму, посебно на прорицање, опсједнутост духовима и исцјељење вјером. „Секта” шинтоизма је разнолика скупина која укључује обожаваоце планина и конфучијанске шинтоисте.

### Конфучијанство
Конфучијанство је сложен систем моралне, друштвене и политичке мисли, утицајан у историји источне Азије. Међу научницима се води расправа о томе да ли је конфучијанство религија или једноставни етички систем. Комунистичка партија Кине га не признаје као религију. Обично се повезује са легализмом, али одбацује легализам за ритуализам. Такође, подржава меритократију као идеал племства. Конфучијанство има сложен систем који регулише дужности и бонтон у односима. Конфучијанска етика се фокусира на породичну дужност, лојалност и хуманост.
Конфучијанство толерише кинеско народно признање постојање анимистичких духова и божанстава. Одобарава да се има ода одговарајуће поштовање, али на фундаменталнијем нивоу подстиче њихово избјегавање. Конфучијанска мисао је значајна као оквир на коме је изграђено синкретично неоконфучијанство.

## Шаманизам и анимизам
Шаманизам и анимизам су се историјски практиковали у Азији, а још увијек се практикују у већем дијелу Азије.

### Сјевероисточна Азија
- Монголски шаманизам
- Тенгризам
- Корејски шаманизам
- Аинска религија
- Кошинто

#### Кина
- Кинески шаманизам
- Манџурски шаманизам
- Сјевероисточна кинеска народна религија
- Ноу народна религија
- Бон

### Југоисточна Азија
- Вијетнамска народна религија
  - Дао мау
  - Тан тран
  - Нои дао транг
- Бурманска народна религија
- Тајска народна религија

## Остали

### Кинеска
- Кинеске спаситељске религије
  - Сјентјендао
  - Јигуандао
- Фалун гoнг
- Лоизам
- Ванг Хаоте
- Јаоска народна религија

### Дравидска
- Дравидска народна религија

### Јапанска
- Рјукјуска религија
- Шугендо
- Тенрикјо

### Корејска
- Чеондоизам
- Деџонгизам
- Даесун Џинрихое
- Гасин
- Џеунг Сан До
- Сунгјо

### Мајвали
- Мајвали

### Настик (хетеродоксне индијске)
- Аџивика
- Аџнана

### Непалске
- Кират Мундхум

### Тајске и мјаоске
- Ахом
- Мо

### Тибетско-бурманска
- Бурманска народна религија
- Бенжуизам
- Бимоизам
- Батхоуизам
- Мун
- Донји-поло
- Ћанска народна религија
- Санамахизам

### Сарнаизам
- Сарнаизам

### Вијетнамске
- Трук лам
- Дао Був Сон Ки Хуенг
- Хоа Хао
- Каодаизам
- Косоова религија

## Историјске
- Чарвака
- Дин-и илахи